# Benítez (khu tự quản)
Benítez là một khu tự quản thuộc bang Sucre, Venezuela. Thủ phủ của khu tự quản Benítez đóng tại El Pilar. Khự tự quản Benítez có diện tích 2733 km2, dân số theo điều tra dân số ngày 21 tháng 10 năm 2001 là 28958 người.